# Rendibilitat a venciment
La rendibilitat a venciment (en anglès: Yield to maturity o redemption yield) d'un actiu financer és una taxa anual que mesura la rendibilitat efectiva que s'obtindrà si es manté fins al venciment. En el cas d'un bo amb cupó, la rendibilitat a venciment és la taxa interna de rendibilitat, és a dir, la rendibilitat anual que efectivament obtindrà si compra l'actiu a preu corrent de mercat, cobra tots els cupons, i el manté fins a venciment. Se l'anomena rendibilitat al venciment perquè permet comparar entre diferents projectes d'inversió de durada -venciment- diferent, determinant una mesura estàndard que informa de quina serà la rendibilitat al final del projecte, al venciment. Permet d'aquesta manera obtenir una mesura homogènia per comprar la rendibilitat entre projectes d'inversió diferents.

## Característiques
La rendibilitat a venciment s'expressa com a taxa anualitzada, per bé que cal tenir en compte que en el context dels mercats americans hi ha la convenció d'expressar-la com a rendibilitat semi-anual; així per exemple, una rendibilitat a venciment del 10,25% seria expressada com a 5,00%, doncs 1.05 x 1.05 = 1.1025). Així mateix cal tenir present que la rendibilitat a venciment només té en compte els fets financers, de manera que no inclou els possibles impostos que pugui haver de pagar l'inversionista, així com tampoc els costos de transacció.

## Relació amb les altres mesures de rendibilitat del bons
Per un bo a la par, la rendibilitat a nominal, la rendibilitat a preu corrent i la rendibilitat a venciment són el mateix. Per a un bo sota par la rendibilitat a venciment és superior a la rendibilitat a preu corrent, que és menor que la rendibilitat a nominal. Per a un bo sobre par, la relació s'inverteix: 
- Preu de mercat del Bo, sota par: rendibilitat a venciment > rendibilitat a preu corrent > rendibilitat a nominal

- Preu de mercat del Bo, a la par: rendibilitat a venciment = rendibilitat a preu corrent = rendibilitat a nominal

- Preu de mercat del Bo, sobre par: rendibilitat a venciment < rendibilitat a preu corrent < rendibilitat a nominal

Altrament, si s'analitzen bons amb característiques diferents a les d'un bo simple, també cal tenir present que:
- Rendibilitat a opció call (Yield to call): si es tracta d'un bo amb opció de recompra -un bo que incorpora l'opció a ser recomprat per l'emissor al bonista en un moment determinat-, el mercat també analitza la rendibilitat a opció call, que es calcula igual que la rendibilitat a venciment, però assumeix que l'opció de recompra pot ser exercida per l'emissor, fet que de produir-se implicaria l'aturada en el cobrament dels fluxos de caixa (cupons).

- Rendibilitat a opció put (Yield to put) igual que l'anterior, però per a un bo amb opció de revenda -un bo que incoprora l'opció de ser revenut pel bonista a l'emissor en un moment determinat-

- Rendibilitat a pitjor (Yield to worst): donat que una opció call i una opció put no són mútuament excloents, un bo pot incorporar simultàniament les dues opcions (bo amb opció de recompra, bo amb opció de revenda, bo intercanviable, o tenir d'altres característiques), de manera que la rendibilitat a pitjor és la rendibilitat més baixa d'entre la rendibiltat a venciment, rendibilitat a opció put i rendibilitat a opció call.

## Exemple
Consideris un bo cupó-zero (sense cupons) a 30 anys i nominal 100 €. Si el preu corrent de mercat és de 5,73 €, aleshores la rendibilitat a venciment del bo és del 10% anual. Dit d'una altra manera, el valor actual dels seus fluxos de caixa és de 5,73 €, i en arribar a venciment pagarà el seu nominal de 100 €, de manera que la seva rendibilitat anual haurà estat del 10%:
- 100/(1.1)³⁰ = 5.73

Consideris un bo de l'empresa ABC que ofereix un cupó del 5%, nominal 100 €, i venciment a 1 any. El preu corrent de mercat és de 90 €, és a dir, està sota par: 
- La rendibilitat a nominal = 5/100= 5%
- La rendibilitat a preu corrent = 5/90= is 5,56%
- La rendibilitat a venciment : 90 = (105/1+TIR)^1; 1+TIR = 105/90; TIR=(105/90)-1 = 16,67%

>nota: Al tractar-se d'un únic període, també es pot calcular amb la fórmula senzilla de rendibilitat [ (Preu futur-Preu passat)/ Preu passat ]= (105-90)/90 = 16,67%